# Мачапучаре
Мачапучаре (на непалски: माछापुछ्रे) е връх в района „Анапурна Химал“, северен Непал. Почита се като изключително свещено място от местното население и е забранен за изкачване.

## Местоположение
Мачапучаре се намира в края на дълъг остър хребет, който се отклонява на юг от основния масив на Анапурна Химал и затваря от изток т.нар. Светилище на Анапурна. Заедно с отсрещния връх Хиунчули оформят портата на Светилището. На около 25 km на юг от върха е главният град в областта – Похара.

## Характерни особености
Поради разположението си и изключително стръмните си склонове Мачапучаре се смята за един от най-красивите върхове в Хималаите, въпреки че не е особено висок в сравнение с околните върхове. Наричан е и „Матерхорн на Непал“.
Самото име Мачапучаре означава „рибешка опашка“ поради характерния двоен връх в най-високата му част.

## Изкачване
Мачапучаре никога не е изкачван до връхната си точка. Първият и единствен известен опит е през 1957 на британски екип, воден от Джими Робъртс. Уйлфред Нойс от състава на екипа стига на 50 метра от върха, но не завършва изкачването, спазвайки даденото обещание човешки крак да не стъпва на самия връх. Оттогава Мачапучаре е обявен за свещено място и всякакви изкачвания по него са забранени.